# Třískolupy pod Přimdou
Třískolupy (deutsch Drißgloben) ist ein Ortsteil der Stadt Přimda (Pfraumberg) in Tschechien. Er befindet sich fünf Kilometer südöstlich von Přimda am Oberlauf des Čaňkovský potok (Tschankauer Bach)und gehört zum Okres Tachov (Bezirk Tachau).

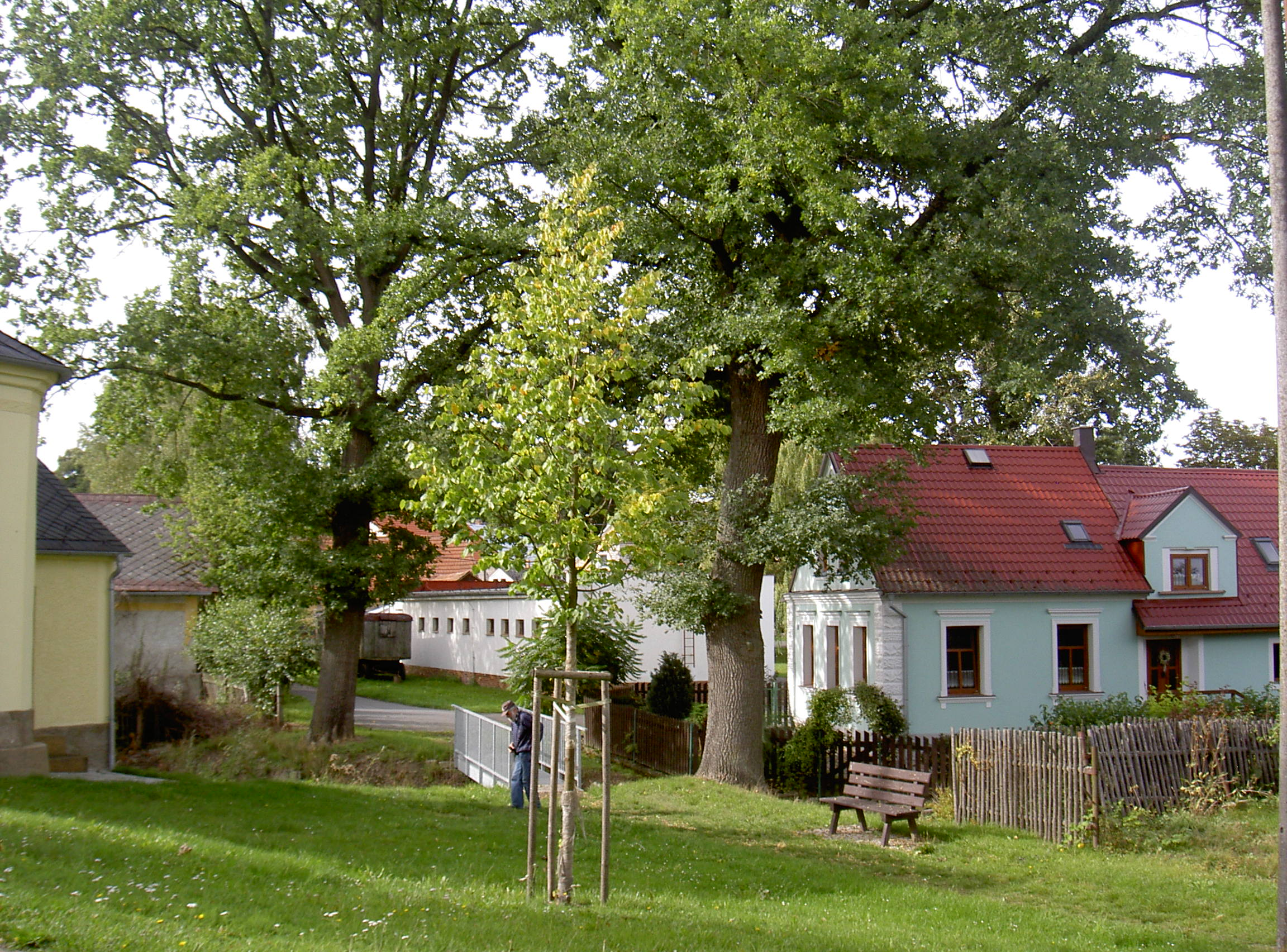
Třískolupy pod Přimdou

## Geschichte
Die erste Nennung von „Drisklob“ erfolgte im Jahr 1344, als das Neustadtler Erbrecht auf die fünf benachbarten Chodendörfer ausgedehnt wurde. 1596 wurde Drißgloben von Christoph Ritschel gekauft. Sein Gut Urlau ging im Gute Pfraumberg und dieses 1675 in der Herrschaft Velké Dvorce (Groß Meierhöfen) auf.
1788 hatte der Ort 36 Hausnummern, 1938 waren es 44.
Nach der Aufhebung der Patrimonialherrschaften bildete Drißgloben/Třískolupy ab 1850 eine Gemeinde im Gerichtsbezirk Pfraumberg und Pilsner Kreis. Ab 1868 gehörte die Gemeinde zum Bezirk Tachau. 1930 hatte Drißgloben 195 Einwohner.
Nach dem Münchner Abkommen wurde die Gemeinde dem Deutschen Reich zugeschlagen und gehörte bis 1945 zum Landkreis Tachau. Im Jahre 1939 lebten in der Gemeinde 188 Personen.
Zu Beginn des Jahres 1980 erfolgte die Eingemeindung nach Přimda (Pfraumberg). 1991 hatte der Ort 108 Einwohner. Im Jahre 2001 bestand das Dorf aus 23 Wohnhäusern, in denen 94 Menschen lebten.

## Kirche
Bis 1812 gehörte Drißgloben zur Pfarrei Stráž (Neustadtl), danach zu Dubec (Tutz). Die 1754 errichtete Kapelle St. Wendelin steht in der Ortsmitte.